# Parafia Wniebowzięcia Najświętszej Maryi Panny we Lwowie
Parafia Wniebowzięcia Najświętszej Maryi Panny we Lwowie – parafia znajdująca się w archidiecezji lwowskiej w dekanacie Lwów, na Ukrainie. Jest ona parafią katedralną archidiecezji lwowskiej.
Parafię erygowano w 1411. Rok później została parafią katedralną po przeniesieniu stolicy arcybiskupstwa z Halicza do Lwowa. W czasach przynależności Lwowa do ZSRR parafia działała legalnie.
Msze święte sprawowane są w językach: łacińskim (1 w niedziele), polskim (5 w niedziele, 3 w dni powszednie), ukraińskim (1 w niedziele, 1 w dni powszednie) i angielskim (1 w niedziele).